# Salimata et Tasséré Football Club
Maillots
Actualités
Le Salimata et Taséré Football Club plus connu sous Salitas FC est un club de football burkinabé basé à Ouagadougou, fondé en 2015.

## Histoire
Le club est fondé en 2015 dans la capitale Ouagadougou et tire son nom des parents du colonel Yacuba Ouedraogo, ancien ministre des sports et fondateur du club, de sorte que sur le logo du club figure deux pigeons faisant allusion aux parents. Le club se dote d'une académie de formation de jeunes joueurs et démarre en 3e division.
Le club monte en première division du Burkina Faso pour la première fois pour la saison 2017-2018 après avoir remporté le titre de la deuxième division. À la fin de cette première saison, le club termine à la neuvième place, mais il remporte la finale de la Coupe du Burkina Faso contre le champion sortant, l'ASF Bobo-Dioulasso, 2-0. Avant la nouvelle saison le Salitas FC remporte la Supercoupe toujours contre l'ASF 
Bobo-Dioulasso.
Le Salitas FC participe pour la première fois à la Coupe de la confédération 2018-2019 où il atteint la phase de groupes, il devient le premier club du Burkina Faso à se qualifier pour la phase de groupes d'une compétition continentale.
Au fil du temps, ils ont commencé à ouvrir un camp de vacance pour les enfants de 6 à 17 ans.

## Palmarès
- Coupe du Burkina Faso
  - Vainqueur : 2018

- Supercoupe du Burkina Faso
  - Vainqueur : 2018